# Roberto Madrazo Pintado (Huimanguillo)
Roberto Madrazo Pintado es una localidad del municipio de Huimanguillo ubicado en la subregión de la Chontalpa del estado mexicano de Tabasco.

## Geografía
La localidad de Roberto Madrazo Pintado se sitúa en las coordenadas geográficas 17°53′23″N 93°37′14″O / 17.889722, -93.620556, a una elevación de 23 metros sobre el nivel del mar.

## Demografía
Según el Conteo de Población y Vivienda 2020, efectuado por el Instituto Nacional de Estadística y Geografía, la localidad de Roberto Madrazo Pintado tiene 127 habitantes, de los cuales 60 son del sexo masculino y 67 del sexo femenino. Su tasa de fecundidad es de 2.15 hijos por mujer y tiene 30 viviendas particulares habitadas.
| Gráfica de evolución demográfica de Roberto Madrazo Pintado entre 2000 y 2020 |
|                                                                               |
| INEGI.                                                                        |